# Bisaigarahalli, Chik Ballapur
Bisaigarahalli là một làng thuộc tehsil Chik Ballapur, huyện Kolar, bang Karnataka, Ấn Độ.